# Comuna Buda Mare, Herța
Buda Mare (în ucraineană Велика Буда, transliterat: Velîka Buda) este o comună în raionul Herța, regiunea Cernăuți, Ucraina, formată din satele Buda Mare (reședința), Buda Mică și Pasat.

## Demografie
Componența lingvistică a comunei Buda Mare
     Română (98,66%)
     Alte limbi (1,26%)
Conform recensământului din 2001, majoritatea populației comunei Buda Mare era vorbitoare de română (98,66%), existând în minoritate și vorbitori de alte limbi.